# Zum Knipp 1 (Berzbuir)

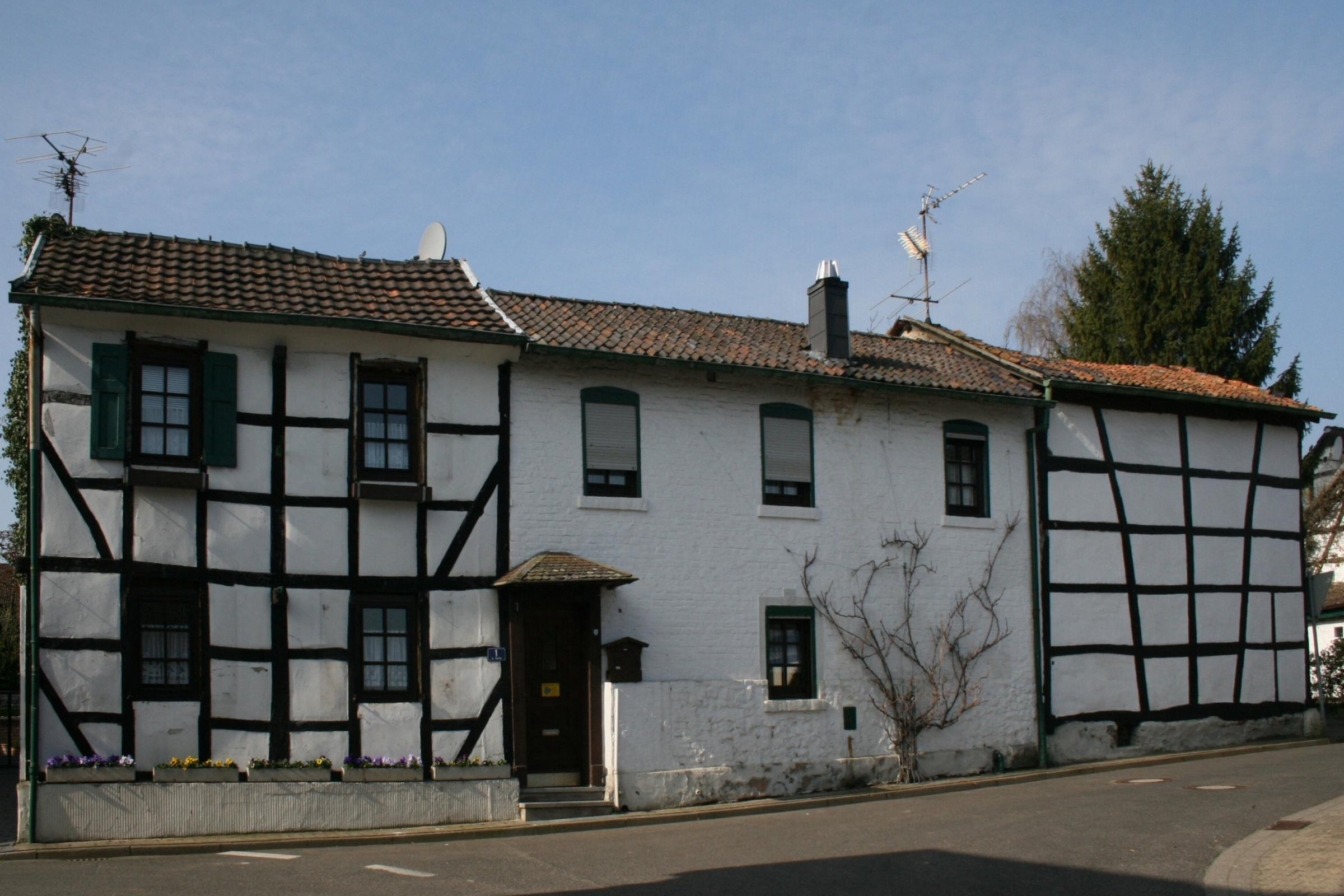
Düren-Berzbuir Denkmal-Nr. 3-015, Zum Knipp 1

Das Gebäude Zum Knipp 1 befindet sich im Dürener Stadtteil Berzbuir in Nordrhein-Westfalen. 
Die Anlage wurde im 17./18. Jahrhundert erbaut. Die zusammengehörende Gruppe besteht aus zwei Wohnhäusern mit Dachtraufe, nämlich einem Fachwerkhaus aus dem 18. Jahrhundert und einem Backsteinhaus aus dem 19. Jahrhundert. Im 18. Jahrhundert wurde eine traufständige Fachwerkscheune angebaut. Alle Gebäude haben ein Satteldach.
Das Bauwerk ist unter Nr. 3/015 in die Denkmalliste der Stadt Düren  eingetragen.